# Комишне (Притобольний район)
Коми́шне (рос. Камышное) — село у складі Притобольного району Курганської області, Росія. Входить до складу Нагорської сільської ради.
Населення — 398 осіб (2010, 480 у 2002).
Національний склад станом на 2002 рік:
- росіяни — 91 %